# Rollerblade
Rollerblade est une marque registrée italienne spécialisée dans la fabrication de patins à roues alignées.
Créée en 1983 par Scott et Brennan Olson à Minneapolis, elle fut revendue rapidement pour passer ensuite entre les mains de Nordica, Benetton puis l'italien Tecnica,.